# Волков, Валерий Геннадьевич
Вале́рий Генна́дьевич Во́лков (род. 26 августа 1973, Заречный, Пензенская область)  — российский самбист, чемпион и призёр чемпионатов России, обладатель и призёр Кубков России, чемпион мира, мастер спорта России международного класса. Профессор кафедры «Гимнастика и спортивные игры» Пензенского государственного университета, кандидат исторических наук.

## Биография
Занимался самбо в спортивной школе самбо и дзюдо «Русь» города Заречный. В 1995—2000 годах был тренером-преподавателем спортивной школы. Работал инструктором сборной команды России при Олимпийском комитете России. В 2000 году окончил Пензенский государственный педагогический университет по специальности «История». С 2003 года работает на кафедре «Гимнастика и спортивные игры». В течение 5 лет отработал тренером-преподавателем в учреждениях дополнительного образования детей. В 2003 году защитил кандидатскую диссертацию. С 2009 года доцент кафедры гимнастики. Тренер сборной Пензенского университета по самбо и дзюдо. Является автором 12 научных работ, 15 статей в сборниках трудов всероссийских и международных конференций, 1 монографии и 4 учебно-методических пособий.
Организовал турнир по самбо среди студентов Пензенской области, посвящённый Победе в Великой Отечественной войне. Ведёт собственный видеоканал на YouTube.

## Спортивные результаты
- Чемпионат России по самбо 1994 года — ;
- Чемпионат России по самбо 1997 года — ;